# Stephen Houlgate
Stephen Houlgate (/ˈhuːlɡeɪt/; geboren am 23. März 1954) ist ein britischer Philosoph und Professor für Philosophie an der University of Warwick. Er ist bekannt für seine Arbeiten zu Hegel, Heidegger und Derridas Denken.

## Leben und Werk
Im Gegensatz zu den metaphysischen und nicht-metaphysischen Lesarten von Hegels Logik soll Houlgate eine „revidierte metaphysische“ Lesart von Hegels Philosophie vertreten.

### Veröffentlichungen (Auswahl)
- Hegel, Nietzsche and the Criticism of Metaphysics. Cambridge University Press, Cambridge 1986, ISBN 978-0-521-89279-7, doi:10.1017/cbo9780511624780 (englisch, cambridge.org).
- An Introduction to Hegel: Freedom, Truth and History, 2nd edition, Blackwell, 2005
- The Opening of Hegel's Logic: From Being to Infinity. Purdue University Press, 2006, ISBN 978-1-55753-256-5 (englisch, google.com).[4]
- Hegel's 'Phenomenology of Spirit': A Reader's Guide. A&C Black, 2013, ISBN 978-0-8264-8511-3 (englisch, google.com).[5][6]
- Hegel on Being. Bloomsbury Academic, 2024, ISBN 978-1-350-45858-1 (englisch, google.com).[7][8][9][10][11][12]

### Bearbeitet
- Hegel and the Philosophy of Nature, SUNY, 1998
- The Hegel Reader, Blackwell, 1998
- Hegel and the Arts, Northwestern University Press, 2007
- G.W.F. Hegel: Outlines of the Philosophy of Right, Oxford University Press, 2008
- Stephen Houlgate, Michael Baur: A Companion to Hegel. Wiley, 2011, ISBN 978-1-4051-7076-5, doi:10.1002/9781444397161 (englisch, wiley.com).[13][14][15][16]